# Hugo Miranda
Victor Hugo Miranda Araya (* 6. Dezember 1929 in Rancagua; † 9. September 1994 ebenda) war ein chilenischer Radrennfahrer.

## Sportliche Laufbahn
Miranda war Straßenradsportler und Teilnehmer der Olympischen Sommerspiele 1952 in Helsinki. Im olympischen Straßenrennen schied er aus. Chile kam mit Héctor Mellado, Hernán Masanés, Hugo Miranda und Héctor Droguett nicht in die Mannschaftswertung.